# Arctopus
Arctopus är ett släkte i familjen flockblommiga växter. Det beskrevs av Carl von Linné 1753.

## Arter
Släktet omfattar tre arter, samtliga hemmahörande i Sydafrika:
- Arctopus dregei Sond.
- Arctopus echinatus L.
- Arctopus monacanthus Carmich. ex Sond.

## Bildgalleri

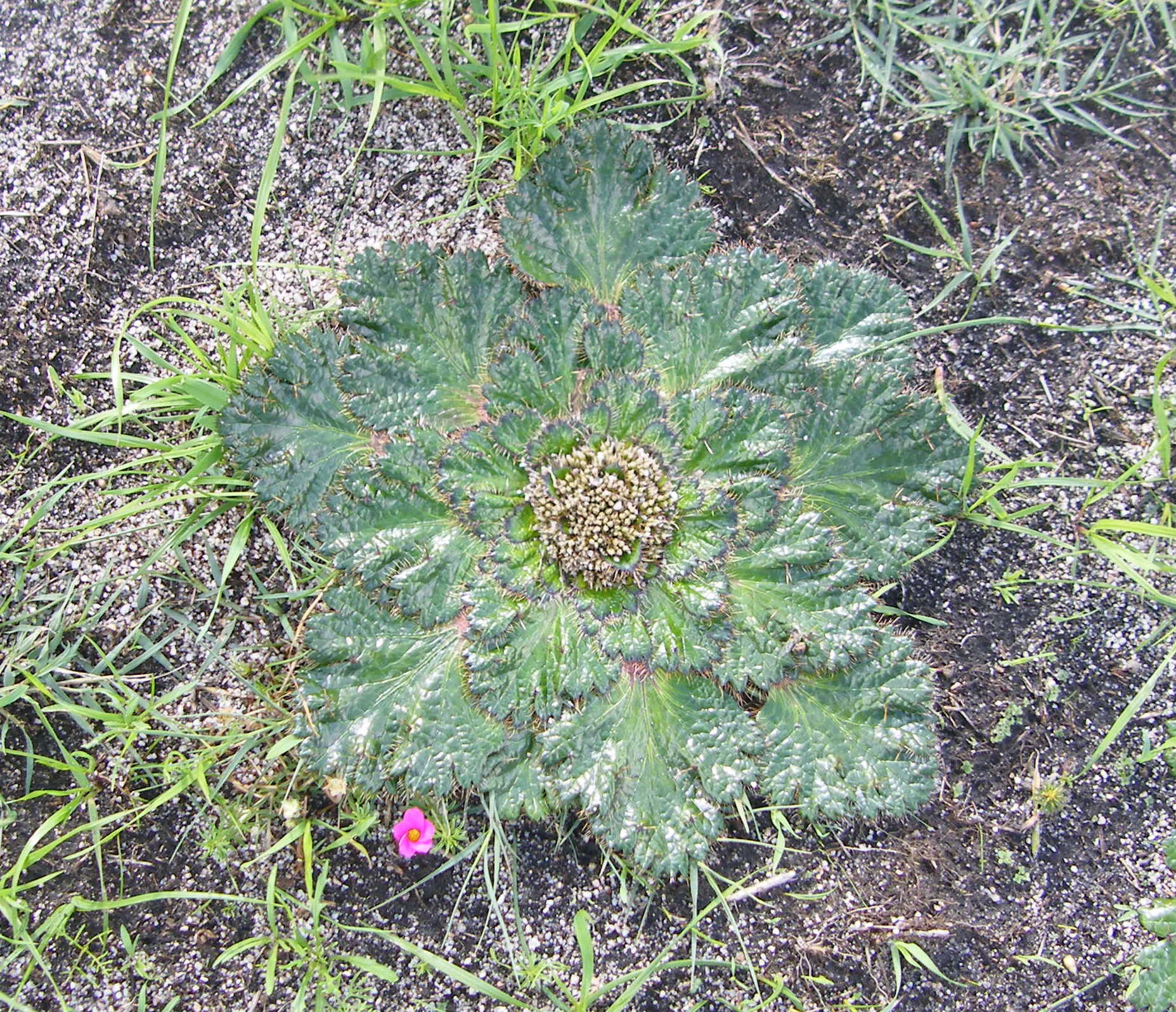
A. echinatus
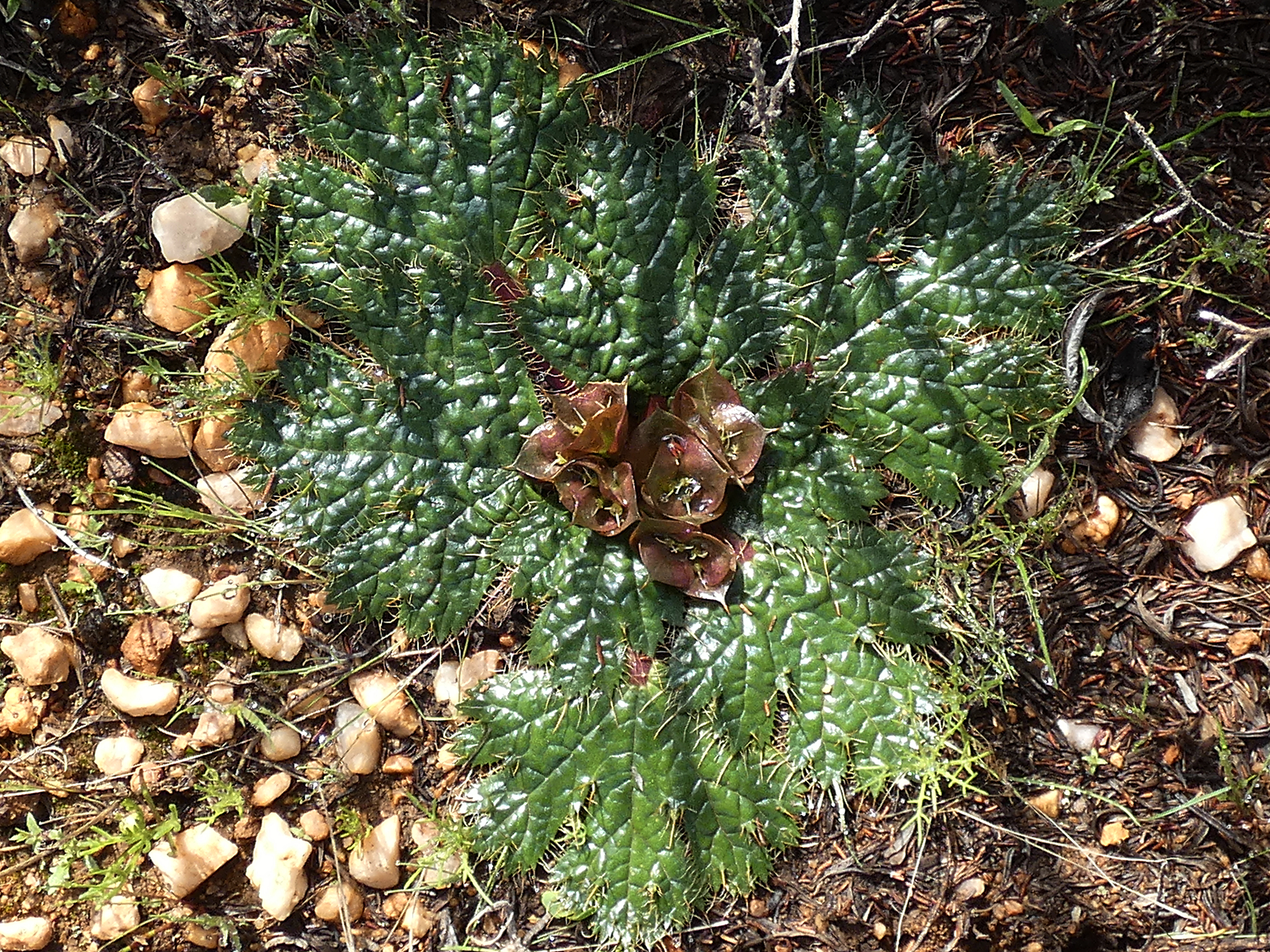
A. monacantus